# Albert Quintanas Oliveras
Albert Quintanas Oliveras (Porqueres, 11 d'agost de 1992) és un futbolista català que juga com a porter a l'equip filial del Girona FC.
De gener a juny de 2013 va jugar cedit al FC Santboià.